# Confine tra Armenia e Iran
Il confine tra l'Armenia e l'Iran ha una lunghezza di 44 km, e va dal triplice confine con l'exclave azera di Naxçıvan a ovest fino al triplice confine con l'Azerbaigian continentale a est.

## Geografia

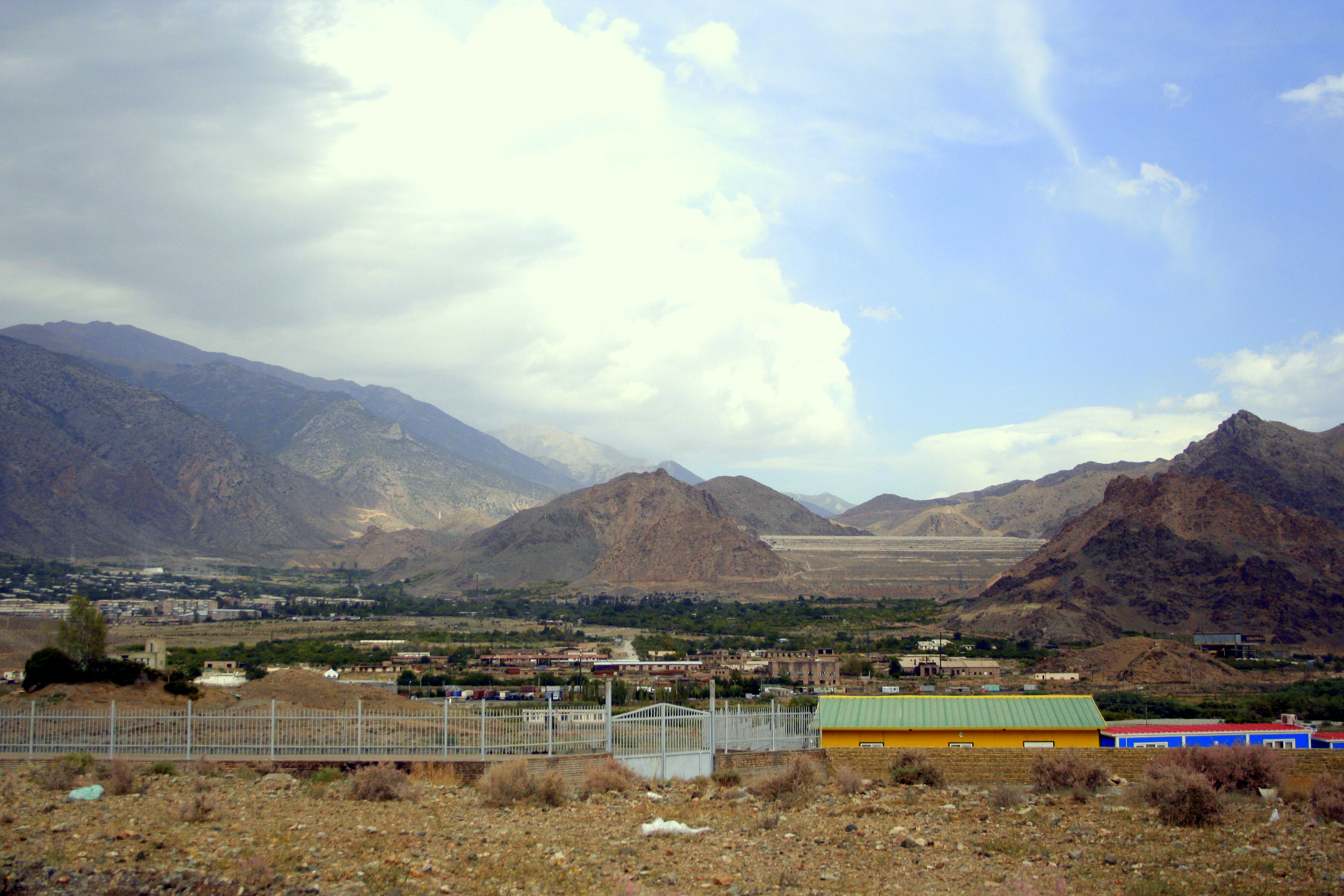
Confine a Agarak.

Il confine inizia nella triplice frontiera Armenia-Azerbaigian-Iran e segue una parte del corso del fiume Aras lungo 35 km, separando così i due segmenti del confine tra Azerbaigian e Iran che seguono lo stesso fiume.
Raggiunge infine la seconda triplice frontiera Armenia-Azerbaigian-Iran posta a ovest della città armena di Agarak.

## Storia
Durante il XIX secolo la regione del Caucaso fu contesa tra l'Impero ottomano in declino, la Persia e la Russia, che si stava espandendo verso sud. Con la guerra russo-persiana (1804-1813) e il successivo trattato di Golestan, la Russia acquisì la maggior parte dell'attuale Azerbaigian e parti dell'Armenia; un confine venne tracciato lungo il fiume Aras che è il confine odierno tra Iran e Azerbaigian (esclusa la sezione del Nakhchivan) e Iran e Armenia.
Dopo la guerra russo-persiana (1826-1828) e del conseguente trattato di Turkmenchay la Persia fu costretta a cedere il Nakhchivan e il resto dell'Armenia; l'Aras fu esteso come confine fino al triplice confine ottomano, finalizzando così quello che sarebbe diventato il confine azero-iraniano.
Durante la prima guerra mondiale i comunisti russi organizzarono una rivoluzione di successo nel 1917, mentre i popoli del Caucaso meridionale dichiararono la Repubblica Federativa Democratica Transcaucasica nel 1918. Disaccordi interni portarono la Georgia a lasciare la federazione nel maggio 1918, seguita poco dopo dall'Armenia e dall'Azerbaigian. Nel 1920 l'Armata Rossa russa invase l'Azerbaigian e l'Armenia, pose fine all'indipendenza di entrambi, seguiti poco dopo dalla Georgia. Tutti e tre gli Stati furono incorporati nella RSFS transcaucasica all'interno dell'URSS, prima di essere separati nel 1936. Una convenzione sul confine Iran-URSS nel 1954 apportò alcuni piccoli aggiustamenti lungo la frontiera nelle sezioni azere del confine a beneficio dell'Iran. Seguì poi la demarcazione sul campo, con un accordo finale concordato nel 1957.
Dopo il crollo dell'URSS nel 1991, l'Armenia ha ottenuto l'indipendenza ed ha ereditato la sua sezione del confine Iran-URSS.
Il 19 marzo 2007 si è tenuta, nella città di Agarak, vicino al confine, una cerimonia per l'inaugurazione del gasdotto Iran-Armenia, a cui hanno partecipato gli allora presidenti dei due paesi, Robert Kocharian e Mahmoud Ahmadinejad.

## Attraversamenti del confine
L'attraversamento principale è a Nurduz-Agarak.